# U5 (Metro de Berlim)
U5 é uma das nove linhas da U-Bahn de Berlim. Foi inaugurada em 1930 e circula entre as estações de Alexanderplatz e  Hönow. Tem ao todo 20 estações. A linha U55 vai nascer a partir da U5 para facilitar o interface com outros transportes públicos.